# Lars-Erik Wolfbrandt
Lars-Erik Wolfbrandt, švedski atlet, * 8. december 1928, Forshem, Švedska, † 23. marec 1991, Örebro, Švedska.
Wolfbrandt je v svoji karieri nastopil na poletnih olimpijskih igrah v letih 1948 v Londonu in 1952 v Helsinkih. Največji uspeh kariere je dosegel na igrah leta 1948, ko je osvojil bronasto medaljo v štafeti 4x400 m, leta 1952 pa je bil osmi v teku na 800 m. Bronast je bil tudi na Evropskem prvenstvu 1950 v Bruselju v teku na 400 m in štafeti 4x400. 